# Districte electoral de Santa Coloma de Farners
El districte de Santa Coloma de Farners fou una circumscripció electoral del Congrés dels Diputats utilitzada en les eleccions generals espanyoles entre 1871 i 1923. Es tractava d'un districte uninominal, ja que només era representat per un sol diputat.

## Àmbit geogràfic
El districte comprenia la majoria del partit judicial de Santa Coloma de Farners, tret dels municipis més septentrionals. Aquest territori correspondria a la comarca de la Selva i la part gironina d'Osona.

## Diputats electes
| Elecció | Elecció        | Diputat                                 | Partit/Ideologia                    |
| ------- | -------------- | --------------------------------------- | ----------------------------------- |
|         | 1871           | Antoni Vicens i Pujol                   | Partit Republicà Democràtic Federal |
|         | Abril 1872     | Albert de Quintana i Combis             | Liberal                             |
|         | Agost 1872     | Antoni Vicens i Pujol                   | Partit Republicà Democràtic Federal |
|         | 1873           | Rafael Boet i Moreu                     | Sense dades                         |
|         | 1876           | Alejandro Shee y Saavedra               | Conservador                         |
|         | 1877 (parcial) | Agustí Vilaret i Cendrich               | Conservador                         |
|         | 1881           | Antoni Mataró i Villalonga              | Conservador                         |
|         | 1886           | Josep Maria Pallejà i de Bassa          | Liberal                             |
|         | 1891           | Antonio Comyn Crooke                    | Conservador                         |
|         | 1896           | José Muro y Carratalá                   | Conservador                         |
|         | 1898           | Antonio Comyn Crooke                    | Conservador                         |
|         | 1901           | Ramiro Alonso Padierna de Villapadierna | Liberal puigcerverista              |
|         | 1903 (parcial) | Gustavo Ruiz de Grijalba y López Falcón | Conservador                         |
|         | 1905           | Ramiro Alonso Padierna de Villapadierna | Liberal puigcerverista              |
|         | 1907           | Joan Ventosa i Calvell                  | Lliga Regionalista (solidari)       |

## Resultats electorals

### Dècada de 1920
| Eleccions generals del 29/04/1923 |                    |                        |                                                     |
| Partit/Ideologia                  | Partit/Ideologia   | Candidat               | Vots                                                |
|                                   | Lliga Regionalista | Joan Ventosa i Calvell | Electe mitjançant l'article 29 de la llei electoral |

| Eleccions generals del 19/12/1920 |                                        |                          |       |      |
| Partit/Ideologia                  | Partit/Ideologia                       | Candidat                 | Vots  | %    |
|                                   | Lliga Regionalista                     | Joan Ventosa i Calvell   | 3.021 | 62,4 |
|                                   | Unió Monàrquica Nacional (independent) | Juan de la Prida y Jorro | 1.678 | 34,6 |
|                                   | Altres                                 | Altres                   | 107   | 2,2  |
| Vots en blanc                     | Vots en blanc                          | Vots en blanc            | 39    | 0,8  |
| Total                             | Total                                  | Total                    | 4.845 | 100  |
| Cens/participació                 | Cens/participació                      | Cens/participació        | 8.625 | 56,2 |

### Dècada de 1910
| Eleccions generals del 01/06/1919 |                      |                          |       |      |
| Partit/Ideologia                  | Partit/Ideologia     | Candidat                 | Vots  | %    |
|                                   | Lliga Regionalista   | Joan Ventosa i Calvell   | 4.785 | 98,2 |
|                                   | Conservador maurista | Jaume Sagrera i Vizcaíno | 6     | 0,1  |
|                                   | Altres               | Altres                   | 16    | 0,3  |
| Vots en blanc                     | Vots en blanc        | Vots en blanc            | 64    | 1,3  |
| Total                             | Total                | Total                    | 4.871 | 100  |
| Cens/participació                 | Cens/participació    | Cens/participació        | 8.690 | 56,1 |

| Eleccions generals del 24/02/1918 |                      |                           |       |      |
| Partit/Ideologia                  | Partit/Ideologia     | Candidat                  | Vots  | %    |
|                                   | Lliga Regionalista   | Joan Ventosa i Calvell    | 5.480 | 95,1 |
|                                   | Coalició d'esquerres | Julián Besteiro Fernández | 107   | 1,9  |
|                                   | Altres               | Altres                    | 63    | 1,1  |
| Vots en blanc                     | Vots en blanc        | Vots en blanc             | 111   | 1,9  |
| Total                             | Total                | Total                     | 5.761 | 100  |
| Cens/participació                 | Cens/participació    | Cens/participació         | 8.977 | 64,2 |

| Eleccions generals del 09/04/1916 |                                       |                        |       |      |
| Partit/Ideologia                  | Partit/Ideologia                      | Candidat               | Vots  | %    |
|                                   | Lliga Regionalista                    | Joan Ventosa i Calvell | 3.677 | 61,0 |
|                                   | Unió Federal Nacionalista Republicana | Josep Torras i Sampol  | 2.311 | 38,3 |
| Vots en blanc                     | Vots en blanc                         | Vots en blanc          | 42    | 0,7  |
| Total                             | Total                                 | Total                  | 6.030 | 100  |
| Cens/participació                 | Cens/participació                     | Cens/participació      | 8.894 | 67,8 |

| Eleccions generals del 08/03/1914 |                            |                             |       |      |
| Partit/Ideologia                  | Partit/Ideologia           | Candidat                    | Vots  | %    |
|                                   | Lliga Regionalista         | Joan Ventosa i Calvell      | 3.724 | 55,4 |
|                                   | Catòlic Independent        | Josep Maria Bofill i Perera | 1.974 | 29,4 |
|                                   | Coalició republicana (PRR) | Josep Ulled i Altemir       | 1.002 | 14,9 |
|                                   | Altres                     | Altres                      | 1     | 0,0  |
| Vots en blanc                     | Vots en blanc              | Vots en blanc               | 20    | 0,3  |
| Vots nuls                         | Vots nuls                  | Vots nuls                   | 1     | 0,0  |
| Total                             | Total                      | Total                       | 6.722 | 100  |
| Cens/participació                 | Cens/participació          | Cens/participació           | 8.894 | 75,6 |

| Eleccions generals del 08/05/1910 |                    |                        |       |      |
| Partit/Ideologia                  | Partit/Ideologia   | Candidat               | Vots  | %    |
|                                   | Lliga Regionalista | Joan Ventosa i Calvell | 4.341 | 63,5 |
|                                   | Liberal            | Lluís de Prat          | 2.387 | 34,9 |
|                                   | Altres             | Altres                 | 24    | 0,4  |
| Vots en blanc                     | Vots en blanc      | Vots en blanc          | 89    | 1,3  |
| Total                             | Total              | Total                  | 6.841 | 100  |
| Cens/participació                 | Cens/participació  | Cens/participació      | 8.972 | 76,2 |

### Dècada de 1900
| Eleccions generals del 21/04/1907 |                               |                                         |       |      |
| Partit/Ideologia                  | Partit/Ideologia              | Candidat                                | Vots  | %    |
|                                   | Lliga Regionalista (solidari) | Joan Ventosa i Calvell                  | 4.381 | 75,5 |
|                                   | Conservador anti-solidari     | Gustavo Ruiz de Grijalba y López Falcón | 1.410 | 24,3 |
|                                   | Altres                        | Altres                                  | 11    | 0,2  |
| Total                             | Total                         | Total                                   | 5.802 | 100  |
| Cens/participació                 | Cens/participació             | Cens/participació                       | 8.479 | 68,4 |

| Eleccions generals del 10/11/1905 |                        |                                         |       |      |
| Partit/Ideologia                  | Partit/Ideologia       | Candidat                                | Vots  | %    |
|                                   | Liberal puigcerverista | Ramiro Alonso Padierna de Villapadierna | 2.574 | 54,6 |
|                                   | Conservador            | Gustavo Ruiz de Grijalba y López Falcón | 2.007 | 42,6 |
|                                   | Republicà              | Nicolás Salmerón y Alonso               | 119   | 2,5  |
|                                   | Altres                 | Altres                                  | 11    | 0,2  |
| Total                             | Total                  | Total                                   | 4.711 | 100  |
| Cens/participació                 | Cens/participació      | Cens/participació                       | 8.621 | 54,6 |

| Elecció parcial del 26/05/1903 |                        |                                         |       |      |
| Partit/Ideologia               | Partit/Ideologia       | Candidat                                | Vots  | %    |
|                                | Conservador            | Gustavo Ruiz de Grijalba y López Falcón | 1.812 | 36,0 |
|                                | Liberal puigcerverista | Ramiro Alonso Padierna de Villapadierna | 1.357 | 27,0 |
|                                | Republicà              | Francesc Rosselló                       | 1.001 | 19,9 |
|                                | Catalanista            | Joaquim Casas-Carbó                     | 844   | 16,8 |
|                                | Altres                 | Altres                                  | 13    | 0,3  |
| Total                          | Total                  | Total                                   | 5.027 | 100  |
| Cens/participació              | Cens/participació      | Cens/participació                       | 8.301 | 60,6 |

| Elecció parcial del 21/12/1902 |                        |                                         |       |      |
| Partit/Ideologia               | Partit/Ideologia       | Candidat                                | Vots  | %    |
|                                | Liberal puigcerverista | Ramiro Alonso Padierna de Villapadierna | 1.719 | 99,5 |
|                                | Altres                 | Altres                                  | 9     | 0,5  |
| Total                          | Total                  | Total                                   | 1.728 | 100  |
| Cens/participació              | Cens/participació      | Cens/participació                       | 8.293 | 20,8 |

| Eleccions generals del 19/05/1901 |                        |                                         |       |      |
| Partit/Ideologia                  | Partit/Ideologia       | Candidat                                | Vots  | %    |
|                                   | Liberal puigcerverista | Ramiro Alonso Padierna de Villapadierna | 4.051 | 99,8 |
|                                   | Altres                 | Altres                                  | 9     | 0,2  |
| Total                             | Total                  | Total                                   | 4.060 | 100  |
| Cens/participació                 | Cens/participació      | Cens/participació                       | 8.299 | 48,9 |

### Dècada de 1890
| Eleccions generals del 16/04/1899 |                   |                      |       |      |
| Partit/Ideologia                  | Partit/Ideologia  | Candidat             | Vots  | %    |
|                                   | Conservador       | Antonio Comyn Crooke | 4.307 | 99,7 |
|                                   | Altres            | Altres               | 13    | 0,3  |
| Total                             | Total             | Total                | 4.320 | 100  |
| Cens/participació                 | Cens/participació | Cens/participació    | 8.519 | 50,7 |

| Eleccions generals del 27/03/1898 |                   |                      |       |      |
| Partit/Ideologia                  | Partit/Ideologia  | Candidat             | Vots  | %    |
|                                   | Conservador       | Antonio Comyn Crooke | 3.013 | 60,2 |
|                                   | Altres            | Altres               | 1.989 | 39,8 |
| Total                             | Total             | Total                | 5.002 | 100  |
| Cens/participació                 | Cens/participació | Cens/participació    | 8.398 | 59,6 |

| Eleccions generals del 12/04/1896 |                   |                       |       |      |
| Partit/Ideologia                  | Partit/Ideologia  | Candidat              | Vots  | %    |
|                                   | Conservador       | José Muro y Carratalá | 2.595 | 57,5 |
|                                   | Altres            | Altres                | 1.920 | 42,5 |
| Total                             | Total             | Total                 | 4.515 | 100  |
| Cens/participació                 | Cens/participació | Cens/participació     | 8.163 | 55,3 |

| Eleccions generals del 05/03/1893 |                   |                      |       |      |
| Partit/Ideologia                  | Partit/Ideologia  | Candidat             | Vots  | %    |
|                                   | Conservador       | Antonio Comyn Crooke | 2.575 | 48,5 |
|                                   | Altres            | Altres               | 2.737 | 51,5 |
| Total                             | Total             | Total                | 5.312 | 100  |
| Cens/participació                 | Cens/participació | Cens/participació    | 8.370 | 63,5 |

| Eleccions generals del 01/02/1891 |                  |                      |       |
| Partit/Ideologia                  | Partit/Ideologia | Candidat             | Vots  |
|                                   | Conservador      | Antonio Comyn Crooke | 2.777 |

### Dècada de 1880
| Eleccions generals del 04/04/1886 |                  |                                |       |      |
| Partit/Ideologia                  | Partit/Ideologia | Candidat                       | Vots  | %    |
|                                   | Liberal          | Josep Maria Pallejà i de Bassa | 947   | 87,0 |
|                                   | Altres           | Altres                         | 141   | 13,0 |
| Total                             | Total            | Total                          | 1.088 | 100  |

| Eleccions generals del 27/04/1884 |                  |                            |      |      |
| Partit/Ideologia                  | Partit/Ideologia | Candidat                   | Vots | %    |
|                                   | Conservador      | Antoni Mataró i Villalonga | 671  | 75,1 |
|                                   | Altres           | Altres                     | 222  | 24,9 |
| Total                             | Total            | Total                      | 893  | 100  |

| Eleccions generals del 20/08/1881 |                  |                            |      |
| Partit/Ideologia                  | Partit/Ideologia | Candidat                   | Vots |
|                                   | Conservador      | Antoni Mataró i Villalonga | 629  |

### Dècada de 1870
| Eleccions generals del 20/04/1879 |                  |                           |       |      |
| Partit/Ideologia                  | Partit/Ideologia | Candidat                  | Vots  | %    |
|                                   | Conservador      | Agustí Vilaret i Cendrich | 522   | 49,3 |
|                                   | Altres           | Altres                    | 537   | 50,7 |
| Total                             | Total            | Total                     | 1.059 | 100  |

| Elecció parcial del 05/08/1877 |                  |                           |       |
| Partit/Ideologia               | Partit/Ideologia | Candidat                  | Vots  |
|                                | Conservador      | Agustí Vilaret i Cendrich | 3.951 |

| Eleccions generals del 20/01/1876 |                  |                           |       |      |
| Partit/Ideologia                  | Partit/Ideologia | Candidat                  | Vots  | %    |
|                                   | Conservador      | Alejandro Shee y Saavedra | 4.699 | 93,2 |
|                                   | Altres           | Altres                    | 343   | 6,8  |
| Total                             | Total            | Total                     | 5.042 | 100  |

| Eleccions generals del 10/05/1873 |                  |                     |       |      |
| Partit/Ideologia                  | Partit/Ideologia | Candidat            | Vots  | %    |
|                                   | Sense dades      | Rafael Boet i Moreu | 1.770 | 19,0 |
|                                   | Altres           | Altres              | 7.554 | 81,0 |
| Total                             | Total            | Total               | 9.324 | 100  |

| Eleccions generals del 24/08/1872 |                                     |                       |       |      |
| Partit/Ideologia                  | Partit/Ideologia                    | Candidat              | Vots  | %    |
|                                   | Partit Republicà Democràtic Federal | Antoni Vicens i Pujol | 1.271 | 60,6 |
|                                   | Altres                              | Altres                | 827   | 39,4 |
| Total                             | Total                               | Total                 | 2.098 | 100  |

| Eleccions generals del 03/04/1872 |                  |                             |       |      |
| Partit/Ideologia                  | Partit/Ideologia | Candidat                    | Vots  | %    |
|                                   | Liberal          | Albert de Quintana i Combis | 4.246 | 82,8 |
|                                   | Altres           | Altres                      | 883   | 17,2 |
| Total                             | Total            | Total                       | 5.129 | 100  |

| Eleccions generals del 08/03/1871 |                                     |                       |       |      |
| Partit/Ideologia                  | Partit/Ideologia                    | Candidat              | Vots  | %    |
|                                   | Partit Republicà Democràtic Federal | Antoni Vicens i Pujol | 2.815 | 50,2 |
|                                   | Altres                              | Altres                | 2.798 | 49,8 |
| Total                             | Total                               | Total                 | 5.613 | 100  |